# Hyalyris
Hyalyris är ett släkte av fjärilar. Hyalyris ingår i familjen praktfjärilar.

## Bildgalleri

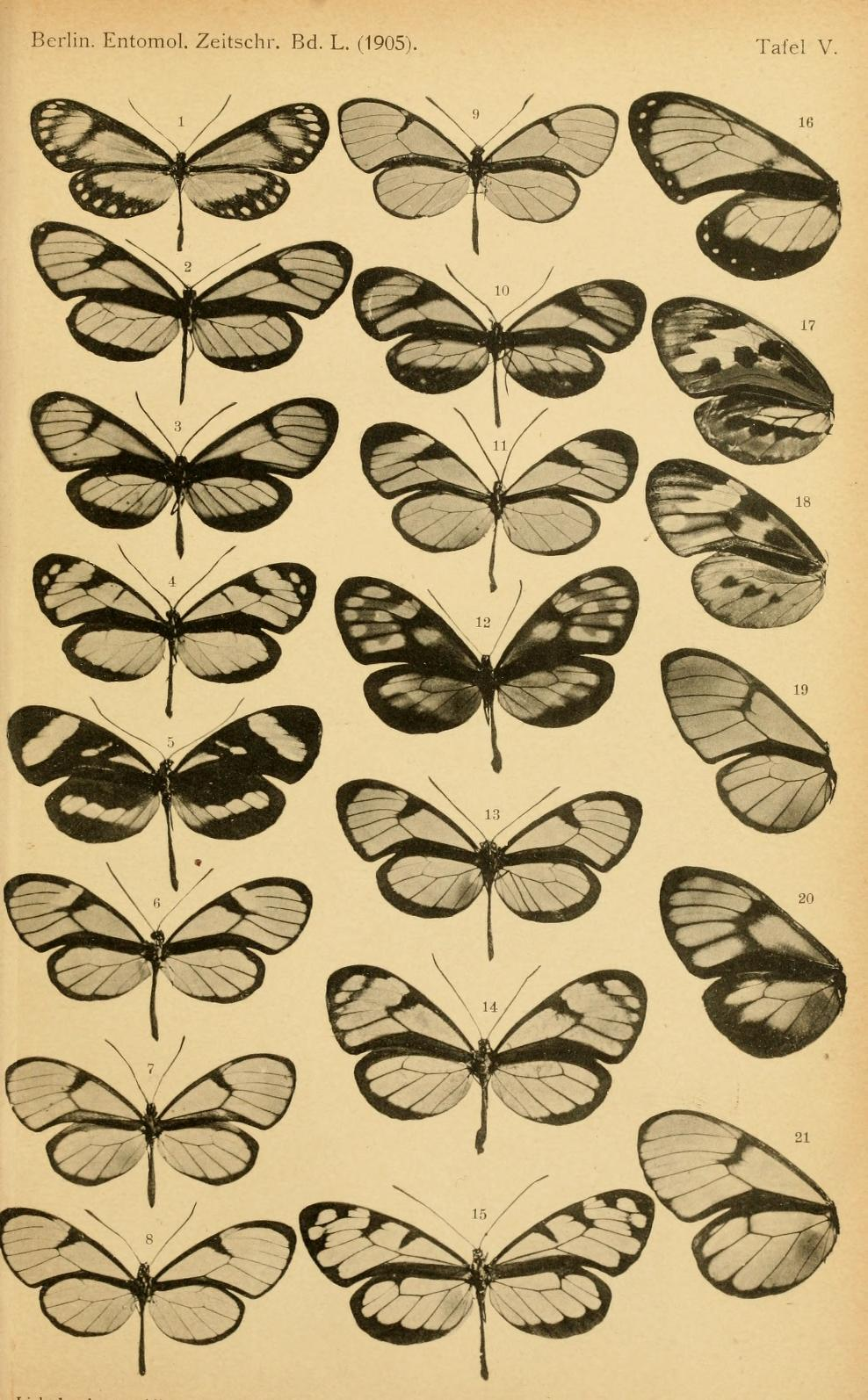
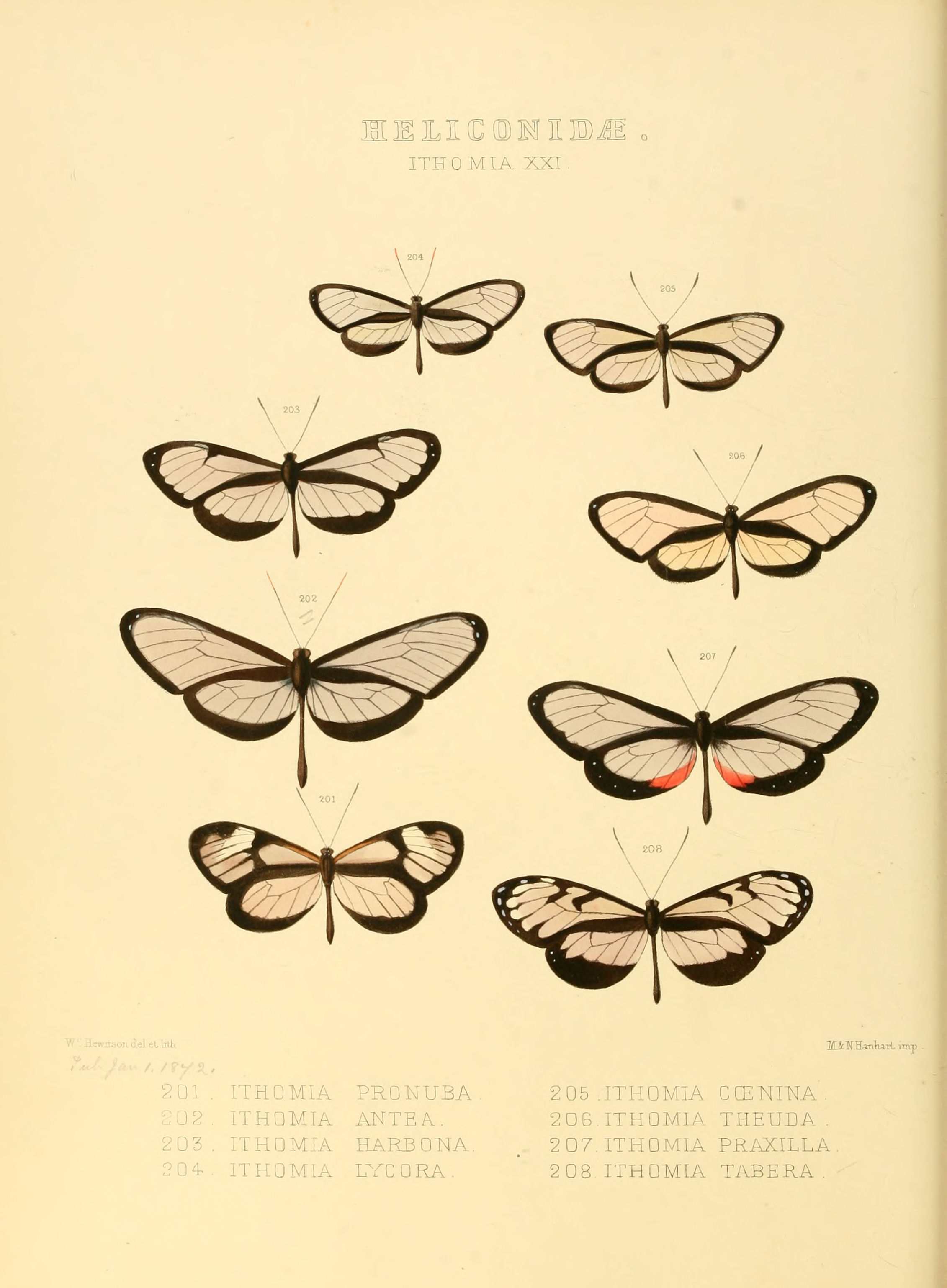
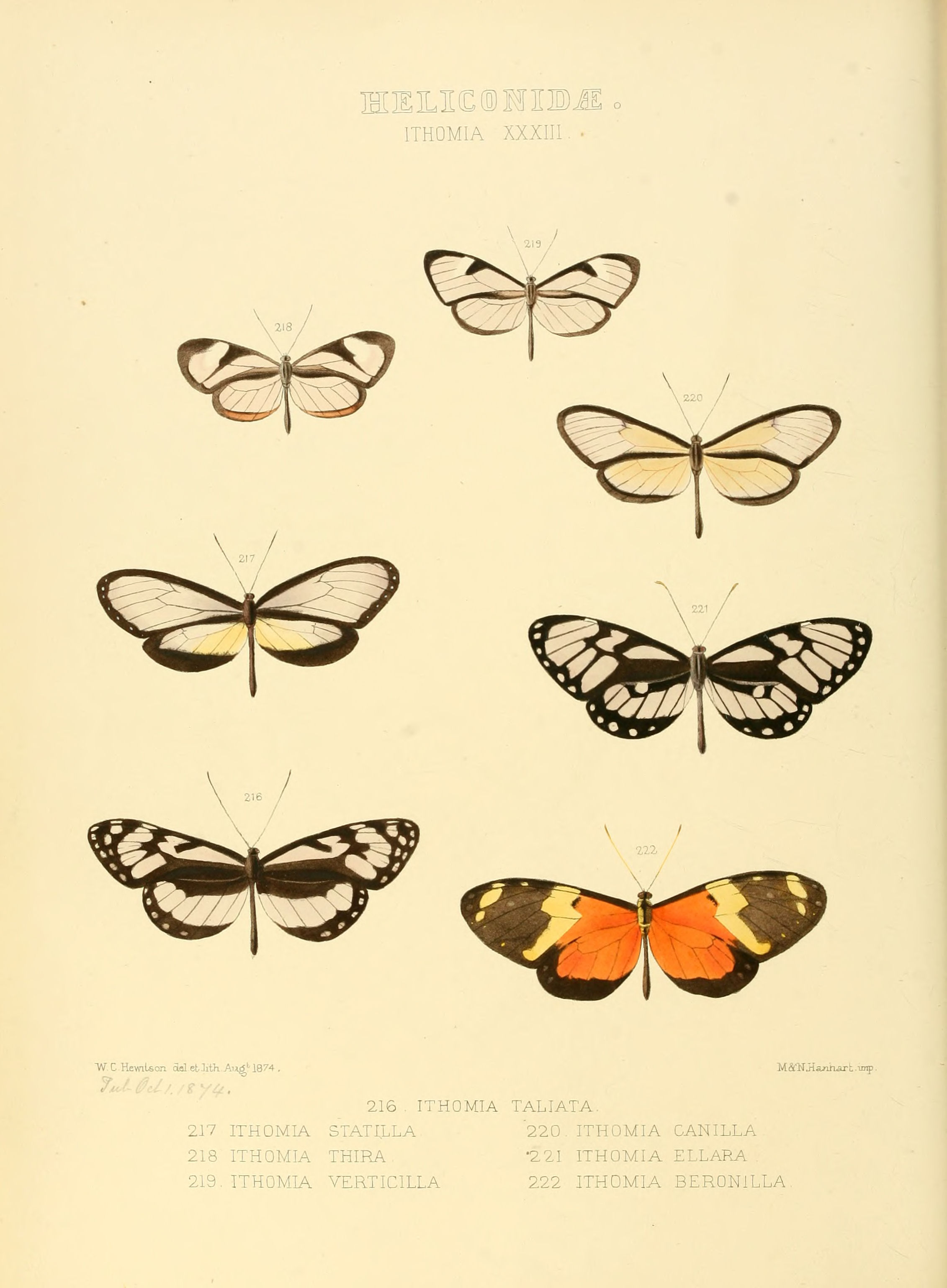
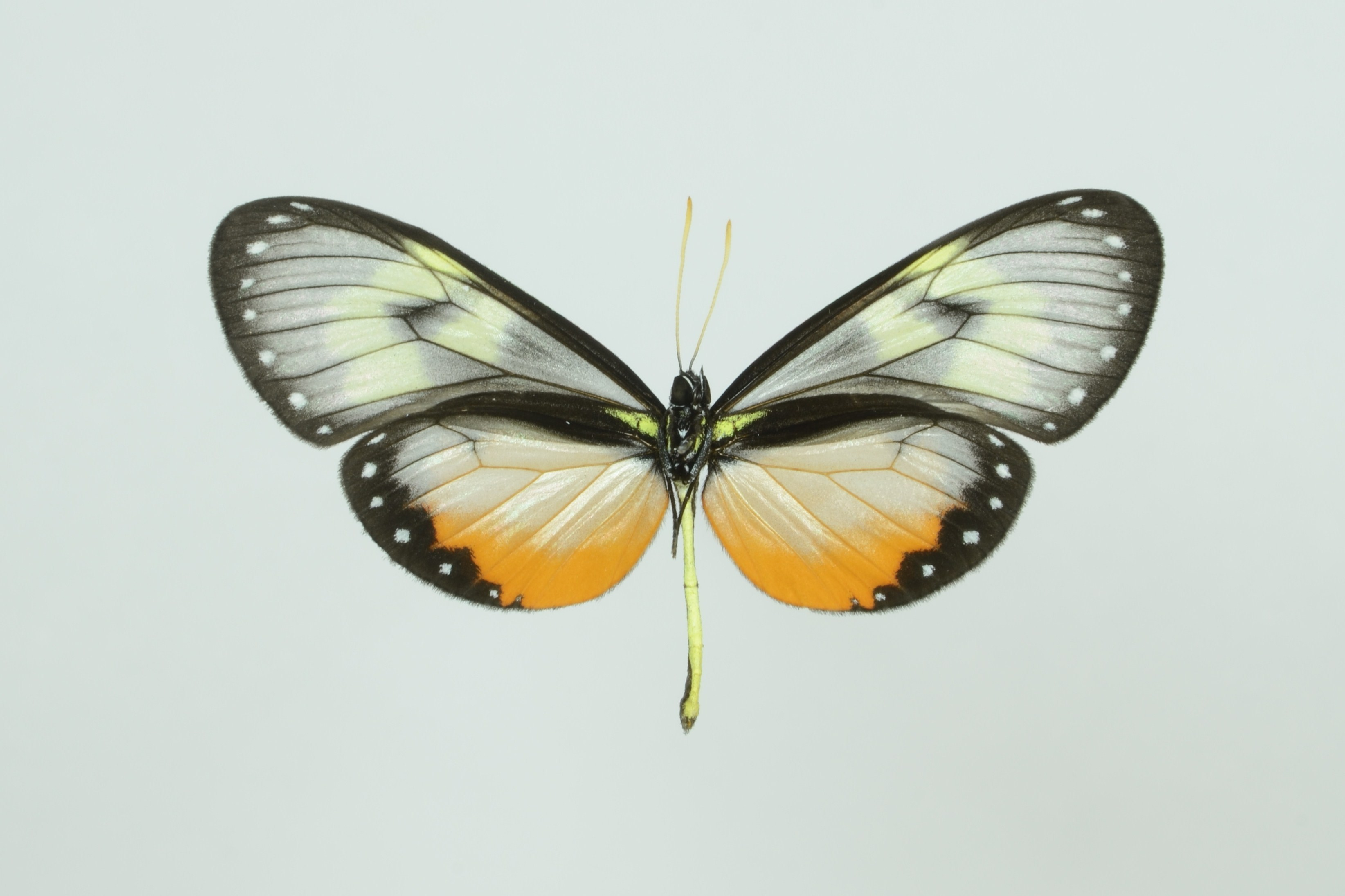
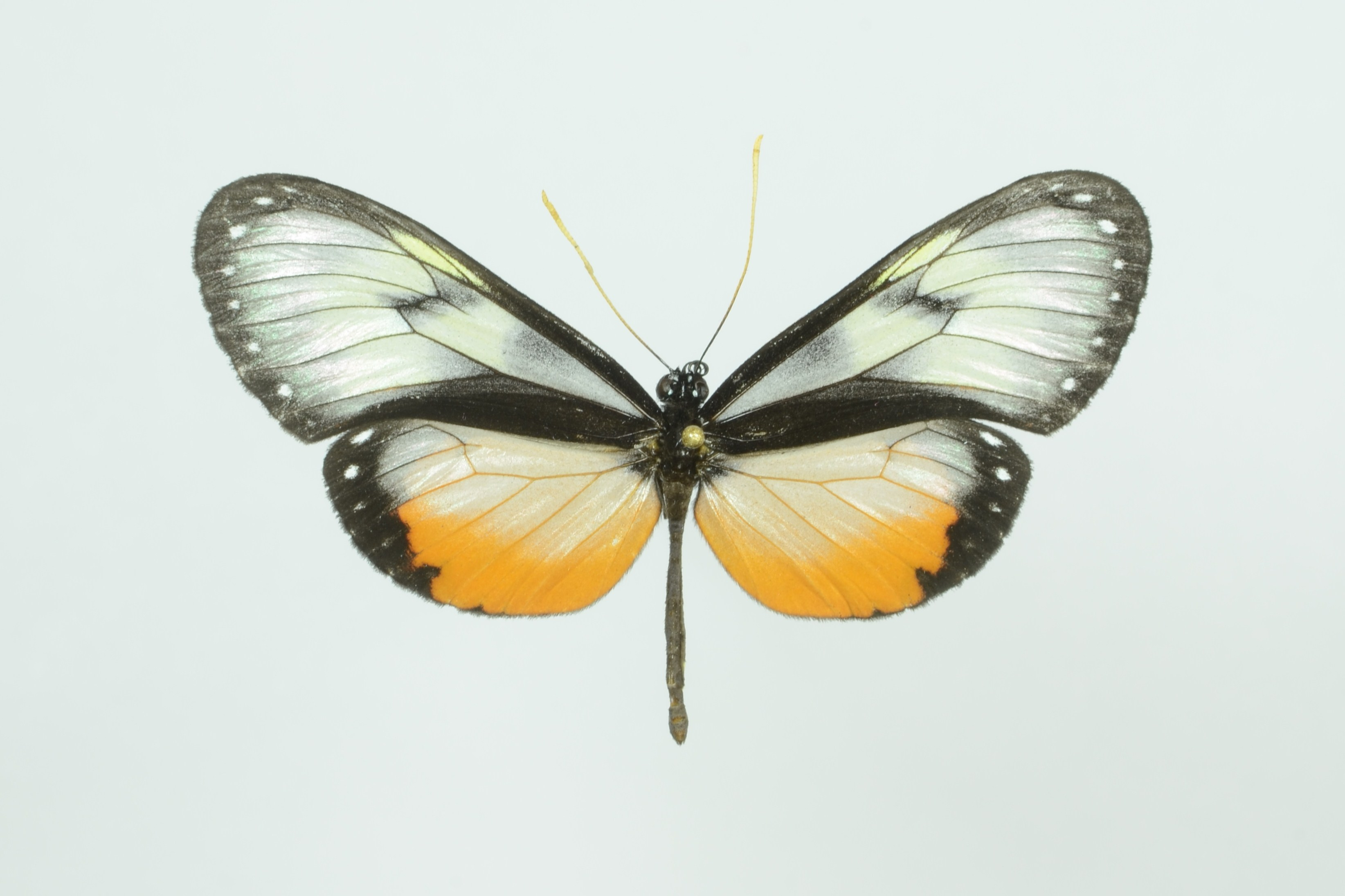
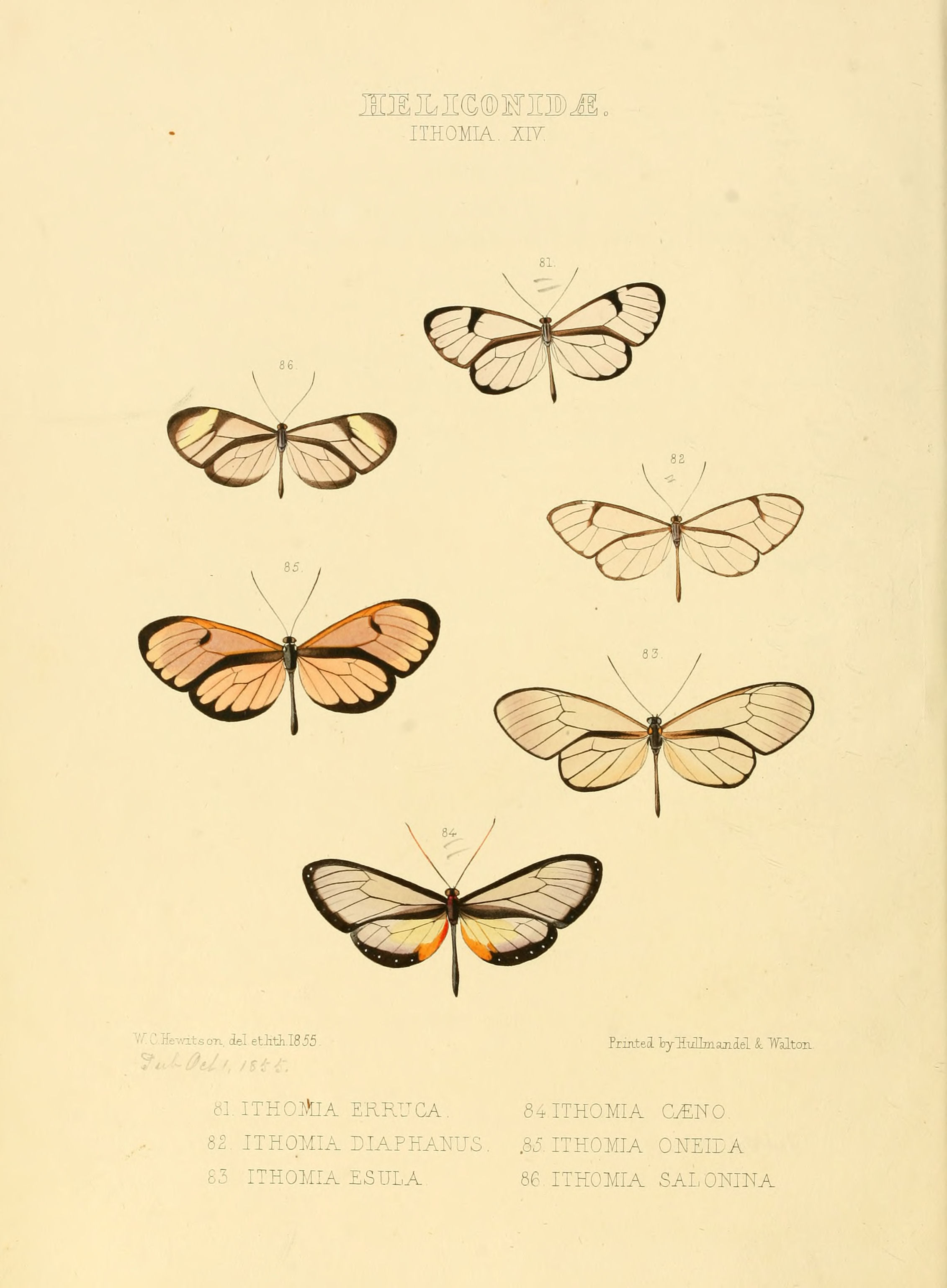

## Dottertaxa tillHyalyris, i alfabetisk ordning[1]
- Hyalyris acceptabilis
- Hyalyris adelinda
- Hyalyris alexia
- Hyalyris angustior
- Hyalyris antea
- Hyalyris apulia
- Hyalyris aquilonia
- Hyalyris atagalpa
- Hyalyris atrata
- Hyalyris avinoffi
- Hyalyris cana
- Hyalyris centralis
- Hyalyris coeno
- Hyalyris cribralis
- Hyalyris decumana
- Hyalyris deuscula
- Hyalyris excelsa
- Hyalyris fassli
- Hyalyris fenella
- Hyalyris ferreirai
- Hyalyris fiammetta
- Hyalyris flebilis
- Hyalyris florens
- Hyalyris florida
- Hyalyris frater
- Hyalyris guttata
- Hyalyris imaguncula
- Hyalyris jeanae
- Hyalyris juninensis
- Hyalyris latilimbata
- Hyalyris leptalina
- Hyalyris lurida
- Hyalyris mestra
- Hyalyris metaensis
- Hyalyris metella
- Hyalyris munda
- Hyalyris nora
- Hyalyris norella
- Hyalyris norellana
- Hyalyris ocna
- Hyalyris oulita
- Hyalyris personata
- Hyalyris praxilla
- Hyalyris robertus
- Hyalyris robiginota
- Hyalyris schlingeri
- Hyalyris statilla
- Hyalyris tricolor
- Hyalyris trimaculata
- Hyalyris vonhageni